# Левитский, Иван Михайлович
Иван Михайлович Левитский — русский писатель и переводчик.
Данных о его биографии не сохранилось. Как автор он оставил после себя такие произведения, как «Курс российской словесности для девиц, содержащий в себе: риторику, основания стихотворного искусства, историю российской словесности с биографиею писателей, в оной прославившихся, и славянскую мифологию, сравненную с греческою» (СПб., 1812, в 2 ч.) и стихи «Его светлости князю Голенищеву-Смоленскому» (СПб., 1813), «Ироическая песнь о походе Игоря на половцев, писанная на славянском языке в XII ст.» (СПб., 1813). Также Левитский выступил переводчиком с французского книги И. Г. Зульцера «Новая теория удовольствия» (СПб., 1813).
«Ироическая песнь…» являлась весьма отличающимся от подлинника стихотворным переложением «Слова о полку Игореве».